# Neerja
Neerja (bra: O Poder da Coragem) é um filme indiano de 2016 dos gêneros suspense, thriller e drama biográfico dirigido por Ram Madhvani e escrito por Saiwyn Quadras e Sanyuktha Chawla Shaikh. Foi produzido pelos estúdios da Bling Unplugged, companhia do produtor Atul Kasbekar, em conjunto com a Fox Star Studios. O filme conta com Sonam Kapoor como a personagem-título, além de Shabana Azmi, Yogendra Tiku e Shekhar Ravjiani nos papéis coadjuvantes.
O enredo é baseado na história real do sequestro do avião que realizava o Voo Pan Am 73, feito pela organização terrorista de Abu Nidal apoiada pela Líbia ocorrido em Carachi, no Paquistão, no dia 5 de setembro de 1986. O filme é mostrado do ponto de vista da comissária-chefe do voo, Neerja Bhanot, que frustrou a tentativa de sequestro alertando os pilotos, mantendo o avião no solo; Bhanot morreu enquanto ajudava a salvar os passageiros e tripulantes a bordo das ameaças dos terroristas.
O desenvolvimento do filme começou em setembro de 2014, quando o produtor Atul Kasbekar assinou com Ram Madhvani e Sonam Kapoor para a realização de um filme a ser feito pelo seu estúdio Bling Unplugged em parceria com a Fox Star Studios. Saiwyn Quadras e Sanyuktha Chawla trabalharam no roteiro, com as filmagens ocorrendo em Mumbai. O filme conta com música de Vishal Khurana, com letra escrita por Prasoon Joshi. Neerja foi lançado em 19 de fevereiro de 2016 na Índia e foi aclamado pela crítica, se tornando um dos filmes de Bollywood de maior bilheteria com uma protagonista feminina. O filme arrecadou 1,08 bilhão de rúpias indianas (o equivalente a US$ 15 milhões) nas bilheterias indianas e US$ 3,6 milhões em outros países, totalizando uma receita mundial de US$ 19 milhões.
O filme recebeu uma série de elogios em seu país de origem, com destaque para o desempenho de Kapoor e a direção de Madhvani. Neerja ganhou dois prêmios durante a 64ª cerimônia do National Film Awards da Índia, incluindo Melhor Longa-Metragem em Língua Hindi e Menção Especial para Kapoor. No 62º Filmfare Awards, Neerja ganhou seis prêmios, incluindo Melhor Filme da Crítica, Melhor Atriz da Crítica por Kapoor e Melhor Atriz Coadjuvante pela atuação de Shabana Azmi.

## Enredo
Neerja Bhanot, uma jovem aeromoça de 22 anos de idade, chega tarde para uma festa em sua casa certa noite depois de mais uma de suas recorrentes viagens. Sua mãe, Rama, expressa preocupação com o trabalho de Neerja como aeromoça, sugerindo que Neerja deveria retornar à sua antiga carreira de modelo, embora Neerja insista em manter seu emprego atual. Após descansar da festa, Neerja é levada ao aeroporto na madrugada seguinte por seu amigo Jaideep para ser a comissária-chefe do Voo Pan Am 73 que partirá de Mumbai, na Índia, com destino a Nova Iorque, Estados Unidos; durante a ida ao aeroporto, Jaideep presenteia Neerja com uma pequena caixa, mas pede para que ela só a abra durante o seu aniversário, que ocorrerá dois dias depois. Enquanto isso, é revelado que membros de uma organização terrorista palestina liderada por Abu Nidal, patrocinada pela Líbia, planeja sequestrar o avião durante sua escala em Carachi, no Paquistão.
O avião então decola do Aeroporto Internacional de Mumbai. Durante o voo, Neerja reflete sobre seu breve e infeliz casamento arranjado com Naresh, um profissional de Doha, Qatar, que abusou dela por causa de seu mísero dote e de sua incapacidade de realizar tarefas domésticas. Durante o fracassado casamento, Naresh havia enviado uma carta aos pais de Neerja reclamando do baixo valor do dote e da falta de habilidades domésticas da filha, exigindo que Neerja começasse a se empenhar mais em seus afazeres como dona de casa ou então, caso contrário, pediria o fim da união entre os dois. Após tudo isso, Neerja deixou Naresh e voltou para a casa de seus pais para assinar seu contrato de modelo, enquanto conseguiu seu emprego como comissária de bordo na Pan Am, onde trabalhava desde então.
Logo após a aeronave pousar para sua escala no Aeroporto Internacional de Carachi, os quatro terroristas, disfarçados de oficiais de segurança fingindo escoltarem um diplomata líbio, sequestram o avião. Neerja alerta rapidamente a cabine, sem que os terroristas saibam, e os três pilotos americanos escapam pela escotilha superior, fugindo para o terminal sob um tiroteio dos sequestradores; os pilotos americanos só tiveram tempo de escapar porque os sequestradores não imaginavam que a cabine do Boeing 747 que eles sequestraram ficava no andar de cima.
Quando um passageiro indiano-americano se revela americano, um dos terroristas o mata e joga seu corpo para fora da aeronave na frente dos negociadores paquistaneses. Os terroristas tentam localizar um engenheiro de rádio entre os passageiros, ordenando que Neerja faça um anúncio pelo interfone; quando Imran Ali, um engenheiro de rádio paquistanês, começa a se levantar de sua poltrona, Neerja sinaliza discretamente para que ele se mantenha sentado. Os terroristas fazem com que as aeromoças colham todos os passaportes para identificar os passageiros americanos e mantê-los como reféns; Neerja e suas colegas recolhem os passaportes, descartando todos os passaportes americanos jogando-os em pequenas lixeiras ou escondendo-os embaixos dos assentos. Surpresos por não terem encontrado nenhum passaporte estadunidense, os sequestradores decidem manter um passageiro de passaporte britânico como refém.
Após checarem a lista de passageiros, os negociadores paquistaneses revelam inadvertidamente o nome do engenheiro de rádio Ali, que os sequestradores trazem para a cabine de comando para que ele faça comunicação com as autoridades pelo rádio durante as negociações; enquanto isso, as autoridades paquistanesas tentam ganhar tempo. Quando um jovem terrorista ataca os passageiros e molesta as aeromoças, o líder terrorista o castiga; humilhado, o terrorista mais jovem invade a cabine e atira em Ali, gritando ameaças selvagens pelo rádio. Enquanto as negociações com os controladores aéreos paquistaneses se arrastam, os negociadores lentamente perdem o controle da situação, com os sequestradores se tornando mais agitados a cada minuto. Enquanto isso, Neerja se afasta dos outros passageiros para abrir o presente dado por Jaideep, encontrando dentro da caixa um pequeno envelope escrito por ele pedindo-lhe em casamento juntamente com um doce, a qual ela come enquanto chora.
Cerca de dezessete horas depois, a energia do avião acaba, fazendo com que a luz do salão de passageiros se apague restando apenas as de emergência. Apesar das tentativas de Neerja e das outras aeromoças de explicar a falta de luz, os terroristas presumem que os paquistaneses cortaram a energia do avião deliberadamente e antecipam uma invasão paquistanesa iminente no avião. Os sequestradores, em pânico, começam a atirar nos passageiros indiscriminadamente; mesmo correndo um grande risco de vida, Neerja abre a porta da saída de emergência e aciona o escorregador inflável, direcionando os passageiros para fora do avião. Escolhendo deixar os passageiros escaparem primeiro, Neerja é baleada três vezes nas costas por um dos terroristas enquanto tentava proteger três crianças do tiroteio. As crianças escapam do avião ilesas, mas Neerja se arrasta para fora da porta ferida gravemente e desce pelo escorregador inflável antes de morrer.
Após saber do término do sequestro, a família Bhanot corre para o hospital onde os feridos foram para tentar saber de Neerja; eles se deparam com o caixão dela e ficam aos prantos, acompanhados de Jaideep e de uma das crianças que Neerja salvou dos terroristas. O filme termina com uma homenagem a Neerja, que acabou sendo condecorada postumamente com o Ashoka Chakra, a mais alta condecoração militar da Índia concedida por valor em tempos de paz, ação corajosa ou auto-sacrifício.

## Elenco
- Sonam Kapoor como Neerja Bhanot
- Yogendra Tiku como Harish Bhanot, pai de Neerja
- Shabana Azmi como Rama Bhanot, a mãe de Neerja
- Shekhar Ravjiani como Jaideep, amigo de Neerja[4]
- Aarush Rana como Jatin Desai
- Anjali Khurana como Dolly
- Sunanda Wong como Tina
- Eisha Chopra como Debina
- Meghana Kaushik como Sanjana
- Arjun Aneja como Aneesh Bhanot, irmão de Neerja
- Nikhil Sangha como Akhil Bhanot, irmão de Neerja
- Ismail Mohammed Mirza como Al Turk
- Ali Baldiwala como terrorista Mansoor
- Vikrant Singta como terrorista Fahad
- Abrar Zahoor como terrorista Zayd Safirini
- Jim Sarbh como terrorista Khalil
- Shashi Bhushan como engenheiro de rádio Emran Ali
- Deepak Shah como brigadeiro
- Sushil Tyagi como Inzamam Younis
- Kavi Shastri como Naresh, ex-marido de Neerja
- Prashantt Guptha como Rahul Kumar[5]

## Produção

### Desenvolvimento e pré-produção

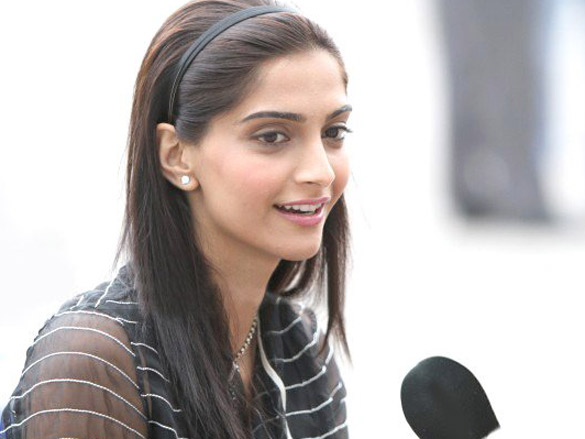
A atriz Sonam Kapoor foi selecionada para interpretar a personagem central Neerja Bhanot.

O trabalho de pré-produção de Neerja começou em setembro de 2014, quando o produtor executivo do filme, Atul Kasbekar, disse que sua empresa, Bling Unplugged, iria co-produzir o filme de Ram Madhvani junto com a Fox Star Studios. Kasbekar twittou mais tarde: "Você sabe quem é Neerja Bhanot? Não? Bem, você realmente deveria conhecer...". Ele disse: "Para nós [...], uma história de coragem tão excepcional quanto a de Neerja simplesmente merecia ser contada. Acabamos de decidir que faríamos nossa parte para garantir que a Índia se lembrasse de uma de suas grandes heroínas".
O roteiro do filme foi escrito por Saiwyn Quadras com os diálogos sendo feitos por Sanyuktha Chawla Sheikh. O diretor de fotografia do filme foi Mitesh Mirchandani, que já havia trabalho na produção indiana Luv Shuv Tey Chicken Khurana. A montagem do filme foi realizada por Monisha R. Baldawa. Manohar Verma foi o diretor de dublês do filme.
Kapoor foi contratada por Kasbekar para interpretar Neerja Bhanot, a comissária-chefe da tripulação do Voo 73 da Pan Am. Ao receber o papel de Neerja no filme, Kapoor disse à agência de notícias indiana Press Trust of India: "Achei que fazer este filme apenas reafirma que não se trata de me curvar. É uma história inspiradora para mim. Eu sou abençoada"; em uma outra entrevista à International Business Times, Kapoor descreve sua personagem e explica: "Neerja é uma garota extremamente íntegra com as características mais incríveis. Ela teve a presença de espírito, a compaixão e a gentileza de cuidar de outras pessoas e não de si mesma".
Foi relatado em maio de 2015 que Shekhar Ravjiani, membro da dupla musical indiana Vishal e Shekhar, faria um pequeno papel no filme, marcando sua estreia como ator. Shabana Azmi interpretou o papel da mãe de Neerja no filme; em entrevista ao The Indian Express, Azmi descreve sua personagem e explica: "Foi muito difícil interpretá-la, especialmente a última cena em que Rama se dirige a um público. É uma cena emocional extremamente bem escrita, que faz justiça completa ao momento".

### Filmagem e pós-produção
"Então Ram, você está fazendo esse filme sobre Neerja, você percebe a responsabilidade que tem? Você vai realmente construir um set, ou então usar um avião de verdade e depois tentar conseguir mais fiigurantes para atuar como os passageiros. Vocês da produção percebem o que realmente aconteceu naquele avião [...]?"

 —Um jornalista amigo de Ram Madhvani
O filme começou a ser rodado em 19 de abril de 2015 em Mumbai. Após dois meses de filmagem, as gravações foram encerradas em 19 de junho de 2015. Kasbekar twittou: "Incrível! Terminamos de rodar Neerja!!! 32 dias de filmagem!!! São dois dias a mais que Birdman levou!". Durante a fotografia principal do filme, muitas celebridades da Bollywood visitaram os sets do filme, incluindo Vidya Balan, Boman Irani, Anil Kapoor e Raju Hirani. "Eu sabia que fazer Aamir Khan, Boman Irani, Vidya Balan, Raju Hirani e Anil Kapoor falarem com o nosso elenco de 220 pessoas ajudaria-os a incutir a dedicação e o esforço que este filme exigiria", disse o diretor Madhvani em um comunicado.
Os realizadores do filme reconheceram a responsabilidade de retratar a história. Um dos desafios enfrentados foi adquirir um avião de verdade para rodar as cenas; o diretor Ram Madhvani e Rucha Pathak decidiram recriar o avião porque grande parte do filme exigia filmar contra o pano de fundo do avião. Eles levaram quarenta e oito dias para construir o avião, que se pareceu muito com um Boeing 747 original.
Os efeitos visuais do filme ficaram sob responsabilide da Tata Elxsi, uma empresa pertencente ao Grupo Tata. Também foram utilizados efeitos para a recriação do aeroporto e dos edifícios de Carachi de forma a tornar a cidade mais parecida como era em 1986, ano do fatídico acontecimento.

## Música
A trilha sonora do filme é composta por Vishal Khurana com letras escritas por Prasoon Joshi. A primeira música do filme "Jeete Hain Chal" foi lançada por Ram Madhvani, Sonam Kapoor e Prasoon Joshi em um evento de lançamento realizado em 1º de fevereiro de 2016 em Mumbai. Todo o álbum da trilha sonora foi lançado digitalmente pela T-Series em 5 de fevereiro de 2016.
A trilha sonora recebeu uma resposta crítica positiva. O crítico Mohar Basu, do The Times of India, deu à música uma classificação de 3,5 de 5, dizendo que "é bonita, pensativa, comovente e tudo isso sem melodrama" e que "vem direto da alma". Joginder Tuteja do site Bollywood Hungama disse que "as canções do filme ouvidas são estritamente funcionais e não estarão realmente em jogo quando o filme terminar". Um crítico do The Quint elogiou o álbum de música e disse: "O brilhantismo desse álbum é que contém canções que não vão sequestrar e/ou interromper o fluxo da narrativa. O som é delicado, destemido, vulnerável e sempre íntimo".
| N.º            | Título                       | Singer(s) | Duração |  |
| 1.             | "Jeete Hain Chal"            | Kavita Seth, Arun Ingle, Mandar Apte, R.N. Iyer, Archana Gore, Mayuri Patwardhan, Pragati Mukund Joshi, Vishal Khurana | 04:09   |  |
| 2.             | "Aankhein Milayenge Darr Se" | K. Mohan, Neha Bhasin                                                                                                  | 02:57   |  |
| 3.             | "Gehra Ishq"                 | Shekhar Ravjiani, Shadab Faridi, Farhan Sabri                                                                          | 03:27   |  |
| 4.             | "Aisa Kyun Maa"              | Sunidhi Chauhan | 03:40   |  |
| Duração total: | Duração total:               | Duração total: | 14:13   |  |

## Lançamento
O filme teve exibição especial no dia 16 de fevereiro de 2016 em Mumbai, que contou com a presença de celebridades da Índia, entre elas os cineastas Karan Johar, Subhash Ghai e Anil Kapoor (que é pai de Sonam Kapoor), os jogadores de críquete Sachin Tendulkar, Yuvraj Singh e Sunil Gavaskar, e os atores Ayushmann Khurrana e Amit Sadh. O filme recebeu uma resposta positiva de muitas celebridades de Bollywood, com Tendulkar chamando Neerja Bhanot de "Coração Valente" e dizendo que "as pessoas definitivamente deveriam assistir ao filme".
O filme foi lançado comercialmente em aproximadamente 671 cinemas da Índia em 19 de fevereiro de 2016. Após o lançamento, Neerja recebeu críticas positivas, com elogios direcionados principalmente à atuação de Kapoor, e foi um sucesso de bilheteria. O filme também foi elogiado pelo ministro-chefe de Delhi, Arvind Kejriwal, que tuitou que a mensagem do filme era: "Viva pelos outros, morra pelos outros". O filme emergiu como um dos filmes de Bollywood de maior bilheteria com uma protagonista feminina.
Neerja foi banido do Paquistão sob a alegação de que o filme retrata o país sob um aspecto sombrio. O Central Board of Film Certification criticou a decisão afirmando que o filme não deveria ser considerado "proibido" no Paquistão porque Neerja apenas retratou a verdade sem nenhuma intenção de ofender qualquer povo ou região.

### Isenção de impostos
O filme foi declarado livre de impostos pelos governos estaduais indianos de Maarastra e de Madia Pradexe.
O Ministro das Finanças indiano, Jayant Kumar Malaiya, disse: "Os filmes Neerja e Jai Gangaajal serão isentos de imposto de entretenimento em Madia Pradexe por causa do Dia Internacional da Mulher, que foi comemorado ontem". O produtor Kasbekar respondeu no Twitter: "Muito obrigado aos políticos Poonam Mahajan e Devendra Fadnavis por declarar Neerja livre de impostos em Maarastra".

## Recepção

### Bilheteria

#### Índia
Em seu primeiro dia, o filme arrecadou um valor equivalente a 47 milhões de rúpias, sendo a maior parte dessa receita oriunda da Região Metropolitana de Délhi e de Mumbai. Neerja arrecadou 76 milhões de rúpias indianas no sábado e 97,1 milhões de rúpias no domingo, com um total final de seu final de semana de estreia de 210 milhões de rúpias (equivalente US$ 2,9 milhões).
Ao final de sua exibição de trinta e oito dias, o filme encerrou seu circuito nos cinemas indianos arrecadando cerca de 1,08 bilhão de rúpias (US$ 15 milhões) no mercado interno, garantindo um sucesso comercial indiano.

#### No exterior
Neerja teve um moderado sucesso comercial fora da Índia, arrecadando US$ 3,6 milhão nos cinemas estrangeiros. O filme teve o maior fim de semana de estreia para um filme protagonizado por uma mulher nos Estados Unidos e no Oriente Médio; no Reino Unido, teve o segundo maior fim de semana de abertura de 2016. Considerando a soma da receita interna indiana com a internacional, Neerja acumulou um total mundial aproximado de US$ 19 milhões.
No Brasil o filme não chegou a ser lançado nos cinemas, sendo exibido apenas para a televisão pela primeira vez em 17 de abril de 2017 na sessão de filmes Tela Quente da Rede Globo.

### Recepção crítica
Após o lançamento, o filme foi aclamado pela crítica, com grande destaque para a atuação de Sonam Kapoor como Neerja. No agregador de críticas Rotten Tomatoes, o filme tem uma taxa de aprovação de 100%, com base em nove críticas e uma classificação média de 8/10. Shubha Shetty-Saha do jornal Mid Day deu ao filme quatro estrelas e meia de cinco, chamando-o de "uma experiência profundamente comovente" e escrevendo que Kapoor realizou "seu melhor desempenho até agora". Meena Iyer do The Times of India deu a Neerja quatro de cinco estrelas e disse: "Neerja faz um brinde ao espírito assustador das filhas da Índia; cada um de nós deve saudar Neerja". O website Bollywood Hungama deu ao filme quatro de cinco estrelas acresentando: "Como uma experiência de assistir a um filme, Neerja é perfeito. Não há uma única nota falsa". Escrevendo para o Hindustan Times, Anupama Chopra deu ao filme quatro de cinco estrelas, dizendo que "Neerja é uma história verdadeiramente inspiradora que irá prendê-lo do primeiro ao último minuto". Sarita Tanwar do Daily News and Analysis deu quatro de cinco estrelas, escrevendo: "Neerja é facilmente o melhor filme dos últimos tempos (no mesmo nível de Talvar) baseado em uma história real". Raja Sen do Rediff.com deu quatro de cinco estrelas também e chamou-o de "absolutamente imperdível", acrescentando que "Sonam Kapoor é excepcional como Neerja Bhanot". Suahni Singh da revista India Today classificou o filme com três estrelas e meia e afirmou: "Sonam Kapoor teve seu melhor desempenho na carreira, pois ela certamente interpreta uma esposa abusada, uma filha amada e uma comissária de bordo presa em seu pior pesadelo".
Rummana do Yahoo! indiano deu quatro de cinco estrelas afirmando: "Neerja merece aplausos porque não só é uma história excepcional de coragem, mas porque é uma ode ao espírito imorredouro da humanidade" e chamou Kapoor de "a estrela do filme". O The Economic Times também deu uma avaliação de quatro de cinco estrelas dizendo: "Neerja é imperdível, não apenas por seu valor cinematográfico, mas também como um lembrete para saudar o espírito de Neerja". Rajeev Masand, do canal a cabo indiano CNN-News18, deu uma nota de 3,5 de 5 e disse: "Neerja é um filme bem-intencionado e sincero que presta homenagem a uma verdadeira heroína", mas acrescentou: "Sem as canções e o excesso de baboseiras, Neerja poderia ter sido excelente. Mas ainda assim, o filme se mantém fiel à triste história real".
Manjusha Radhakrishnan, do Gulf News, avaliou o filme com quatro de cinco estrelas; embora criticasse a falta de profundidade e os pontos fracos dos terroristas na segunda metade do filme, ela escreveu que "o clímax do filme é poderoso e compensa esse ponto". Jason Klein da revista Variety declarou que o DAR-Film Leaderboard estava notavelmente ausente dos filmes indicados ao Oscar, mas parte da lacuna foi preenchida por Neerja. Sonali Kokra do jornal emiradense The National elogiou o filme: "Neerja é uma ótima história bem contada. O trabalho de câmera irregular de Mitesh Mirchandani faz um ótimo trabalho ao usar os limites claustrofóbicos da aeronave para mostrar a opressão da situação e o terror dos reféns".